# ليونيل بيرس
ليونيل بيرس (بالإسبانية: Leonel Pierce)‏ هو لاعب كرة قدم أرجنتيني، ولد في 28 يوليو 1993 في تشاكابوكو، بوينس آيرس ‏ في الأرجنتين. لعب مع نادي بوتوشاني ونادي راسينغ.

## وصلات خارجية
- ليونيل بيرس على موقع قاعدة بيانات كرة القدم.إي يو (الإنجليزية)
- ليونيل بيرس على موقع Soccerway.com (الإنجليزية)